# Retroflexní verberanta
Znělá retroflexní frikativa je souhláska, která se vyskytuje v některých jazycích. V mezinárodní fonetické abecedě se označuje symbolem ɽ, číselné označení IPA je 125, ekvivalentním symbolem v SAMPA je r`.
Obvykle se řadí mezi tzv. rhotické (erové) souhlásky.

## Charakteristika
- Způsob artikulace: verberanta, tzv. švih. Vytváří se rychlým pohybem a krátkým dotykem artikulačních orgánů.
- Místo artikulace: retroflexní souhláska. Dochází k dotyku mezi jazykem a dásňovým obloukem (zadní částí). Špička jazyka je obrácena směrem dozadu (dochází k prohnutí jazyka).
- Znělost: znělá souhláska – při artikulaci hlasivky kmitají.
- Ústní souhláska – vzduch prochází při artikulaci ústní dutinou.
- Středová souhláska – vzduch proudí převážně přes střed jazyka spíše než přes jeho boky.
- Pulmonická egresivní hláska – vzduch je při artikulaci vytlačován z plic.

## V češtině
V češtině se tato hláska nevyskytuje.

## V jiných jazycích

### Angličtina
V americké angličtině jde poziční variantu (alofon) /t/ a /d/ (mezi samohláskami po /ɝ/).

### Norština
Ve východonorských nářečích způsob výslovnosti /l/ – poziční varianta vzniklá z původního /rð/. Označuje se jako tzv. „tlusté l“.